# Mehdi Chebana
 (juillet 2018).
Mehdi Chebana, né en 1983 à Rouen, est un journaliste français, spécialiste de la Roumanie et de la Moldavie.

## Biographie
Mehdi Chebana est né le 1er octobre 1983 à Rouen (Seine-Maritime). Diplômé de l'Institut d'études politiques d'Aix-en-Provence et du Centre de formation des journalistes, il vit entre Paris où il travaille à la rédaction de TF1 et Bucarest où il traite de l'actualité sociale, économique et politique de la Roumanie et de la Moldavie pour L'Humanité, L'Humanité Dimanche et de façon occasionnelle pour Le Monde diplomatique et Public Sénat. 
Il fait ses débuts au sein du quotidien régional Paris Normandie avant de prendre, en février 2008, la direction des pages Roumanie et Moldavie du portail d'information Le Courrier des Balkans pour lequel il couvre notamment le soulèvement populaire qui a secoué Chișinău après les élections législatives d'avril 2009. La même année, il publie un entretien avec le président moldave Vladimir Voronin dans Politique internationale. 
Fin connaisseur des régions autonomistes de Gagaouzie et de Transnistrie et de la question des groupes ethniques de Roumanie[réf. nécessaire], il collabore à l'élaboration de plusieurs ouvrages collectifs dont Petits peuples et minorités nationales dans les Balkans (éditions Le Courrier des Balkans, 2009) et Bazars ottomans des Balkans (éditions Non Lieu, 2009). En 2011, il publie Mémoires des Juifs de Roumanie (éditions Non Lieu, 2011) avec son confrère Jonas Mercier Mure-Ravaud.

## Distinction
Le 29 octobre 2012, Mehdi Chebana reçoit le prix Louise-Weiss du journalisme européen pour un reportage sur les médecins roumains qu'il a écrit dans Le Monde diplomatique avec son confrère Laurent Geslin.